# Graminaseius bufortus
Graminaseius bufortus är en spindeldjursart som först beskrevs av Edward A. Ueckermann och Loots 1988.  Graminaseius bufortus ingår i släktet Graminaseius och familjen Phytoseiidae. Inga underarter finns listade i Catalogue of Life.